# Сахарський Атлас

Супутниковий знімок снігового покриву в Сахарі, на південних схилах Сахарського Атласу, 7 січня 2018 року

Сахарський Атлас (араб. الأطلس الصحراوي) — система гірських хребтів в Алжирі і Марокко, найсхідніша частина Атлаських гір. Висоти 1200—1500 м, найвища точка — гора Джебель-Айса (2236 м), на хребті Ксур. Тягнеться від кордону Алжиру і Марокко на заході, де з'єднується з Високим Атласом, до північно-східної частини Алжиру, де, зустрічаючись з Тель-Атласом, утворює гори Орес.
Сахарський Атлас складається з декількох дрібніших хребтів — Ксур на заході, Амур у центрі, і Улед-Найл на сході. До його складу також інколи включають гори Орес, Гонда, Заб хребет Немемча. Разом з Тель-Атласом утворює хребет Тебесса і гори Меджерда
У сезон дощів з хребтів стікають ваді, такі як Шеліфф і Джеді, яке живить озеро Шотт-Мельгир. У рельєфі переважають столові вершини, часто зустрічаються виходи соленосних порід. Ландшафти напівпустельні, у верхній частині гір ростуть рідколісся з кам'яного дуба, алеппської сосни, сандараку, ялівцю.
Сахарський Атлас є північним краєм пустелі Сахара — на південь від нього розташовується пустеля Великий Західний Ерг. Опади, що випадають в районі хребта роблять його зручнішим для ведення сільського господарства, ніж район плато на північ. Населений берберами.

## Ресурси Інтернету
- Les montagnes d'atlas
- Persée — Notes de géographie physique algérienne
- (англ.) Earth from Space: Sahara snow на YouTube